# Le Boullay-les-Deux-Églises
 Le Boullay-les-Deux-Églises  là một xã thuộc tỉnh Eure-et-Loir trong vùng Centre-Val de Loire ở bắc trung bộ nước Pháp. Xã này nằm ở khu vực có độ cao trung bình 175 mét trên mực nước biển.